# Llánaves de la Reina

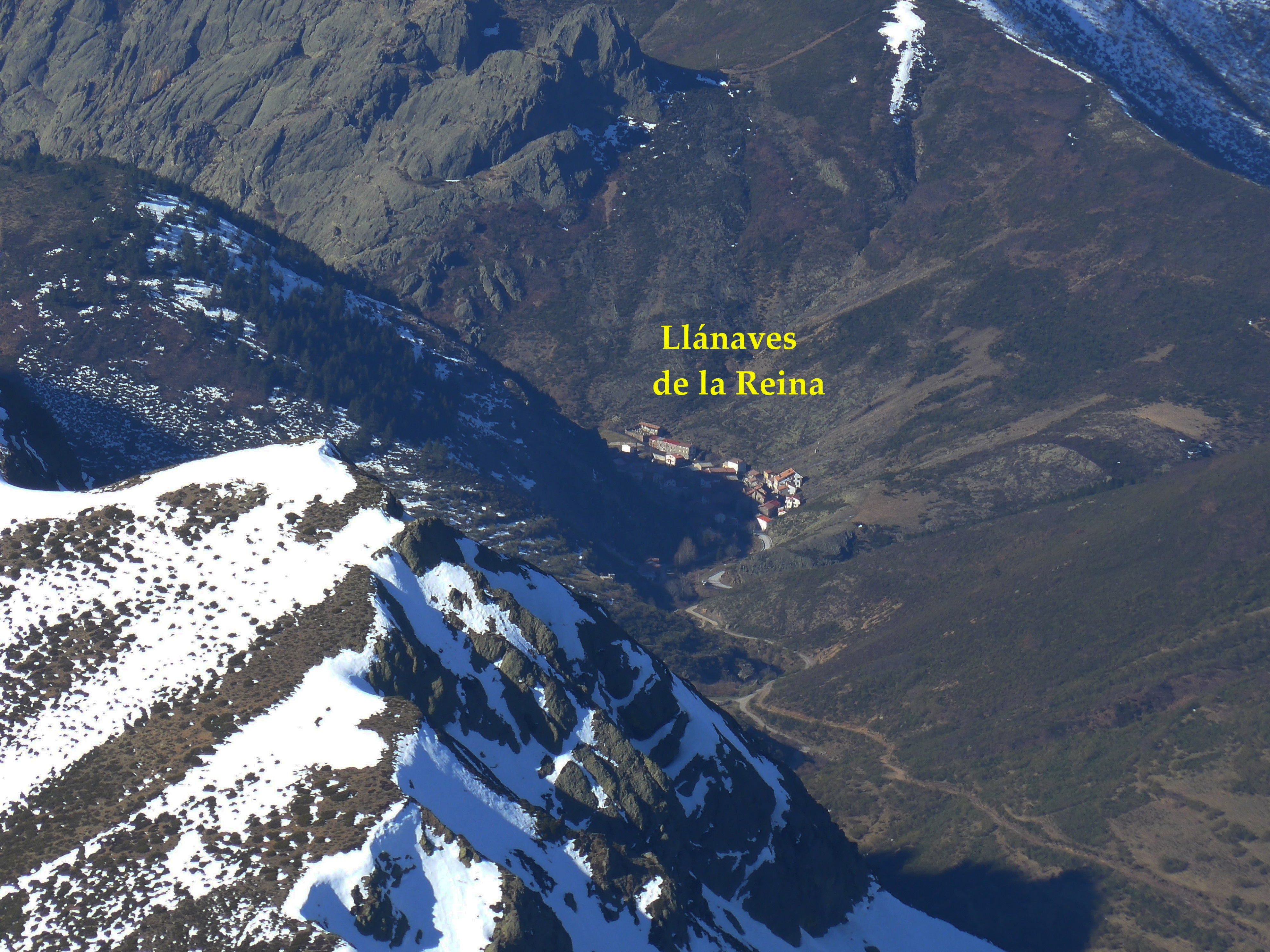
El pueblo de Llánaves a la sombra de una peña y fotografiado desde la Canaleta de Bobias

Llánaves de la Reina es una localidad del municipio de Boca de Huérgano, en la provincia de León, en el límite con Cantabria, que separa estas provincias por el puerto de San Glorio (1609 metros).

## Evolución demográfica
| 2000 | 2001 | 2002 | 2003 | 2004 | 2005 | 2006 | 2007 | 2008 | 2009 | 2010 | 2011 |
| 28   | 29   | 26   | 23   | 26   | 24   | 23   | 26   | 29   | 29   | 25   | 24   |

## Servicios
Cuenta con un hotel (San Glorio), tienda de productos típicos, bar y albergue (la antigua escuela).

## Naturaleza
Se encuentra en pleno Parque Regional de los Picos de Europa, a 5 km del puerto de San Glorio. Entre los parajes de interés natural se cuentan el  valle del Boquerón y el Monumento al Oso (estatua de piedra blanca situada en el collado de Llesba), desde donde se puede ver una panorámica de Fuente Dé. 

### Rutas y paseos
Tiene varias rutas con interés paisajístico practicables durante casi todo el año:
- Ascenso a Peña Prieta (2536 m) a través del Valle del Naranco.
- Ascenso al pico Coriscao (2234 m) a través del valle de Culebrejas.
- A través del valle de Culebrejas, y, tras visitar Pozo Butrero (pequeña laguna de origen glaciar), es posible el ascenso al Pico Vallines Grande (2153m)[1]
- Paseo por el sendero de Orpiñas, que acaba en una cueva en la que se puede entrar varios metros.
- Ruta Llanáves de la Reina - Valle del Naranco - Collado del Boquerón de Bobias - Valle de Lechada - Llanáves de la Reina.[2]

En dirección a León, tras pasar Llánaves existe un desfiladero muy angosto, el desfiladero de la Hoz, donde se encuentra un balneario abandonado de aguas sulfurosas.